# Karl-Åke Asph
Karl-Åke Asph (né le 2 février 1939) est un ancien fondeur suédois.

## Jeux olympiques
- Jeux olympiques d'hiver de 1964 à Innsbruck 
  -  Médaille d'or en relais 4 × 10 km.